# Lae Langge Namuseng
Lae Langge Namuseng is een bestuurslaag in het regentschap Pakpak Bharat van de provincie Noord-Sumatra, Indonesië. Lae Langge Namuseng telt 624 inwoners (volkstelling 2010).